# Thái trọng Hồ
Sái Trọng Hồ (chữ Hán: 蔡仲胡), tên thật là Cơ Hồ (姬胡), là vị vua thứ hai của nước Sái – chư hầu nhà Chu trong lịch sử Trung Quốc.
Sái Trọng Hồ là con của Sái Thúc Độ - vua đầu tiên nước Sái.
Do Sái Thúc Độ theo con vua Trụ là Vũ Canh phản lại nhà Chu nên bị Chu Công Đán bắt đi đày. Thấy Sái Trọng Hồ là người hiền đức, nên Chu Công Đán cho ông nối nghiệp Sái Thúc Độ giữ nước Sái.
Sử sách không chép năm lên ngôi và năm mất, cũng như những sự kiện xảy ra trong thời gian Sái Trọng Hồ làm vua. Sau khi ông mất, con ông là Cơ Hoang lên nối ngôi, tức là Sái bá Hoang.